# I Wanna Be Around / Workshop
I Wanna Be Around / Workshop es una canción experimental compuesta por Brian Wilson durante las grabaciones para el inacabado álbum conceptual SMiLE de The Beach Boys.                                                                                                               

## Historia
Esta canción pertenece al material de archivo de las sesiones originales de SMiLE y hasta 2011 se encontraba como material inédito, Apareció ligeramente modificada en el álbum Brian Wilson Presents Smile en 2004 y en su versión original 
en el álbum recopilatorio The Smile Sessions en 2011.
Está inspirada en la canción "I Wanna Be Around" escrita por Sadie Vimmerstedt y Johnny Mercer

## Grabación
Se grabó el día después de la sesión de "Fire", junto con una pieza titulada "Friday Night", que pretendía ser una transición de "I Wanna Be Around" ("Fire" se grabó el 28 de noviembre de 1966 en los Gold Star Studios de Hollywood).  Al día siguiente, Wilson regresó a Gold Star con muchos de los mismos músicos para producir una interpretación de " I Wanna Be Around " y la pieza original "Friday Night".
En 2005, Wilson escribió que el propósito de grabar "I Wanna Be Around" era "mostrar cómo podía ser divertido y serio al mismo tiempo".  Priore afirmó que Wilson le dijo más tarde al colaborador Andy Paley que "I Wanna Be Around" y "Workshop" estaban destinados a funcionar como una "reconstrucción después del incendio"

## Versiones
La versión de Brian Wilson Presents Smile fue mezclada junto a "I'm In Great Shape"  y siendo denominada "I'm In Great Shape / I Wanna Be Around / Workshop" en la canción también esta acreditado Van Dyke Parks por la letra de "I'm In Great Shape"
En el box set de The Smile Sessions  aparecen dos versiones, en el CD 1 I Wanna Be Around / Workshop y en el CD 3 como bonus track "I Wanna be Around 11/29/66 [I Wanna be Around/Workshop (Friday Night)]".